# 一蘭

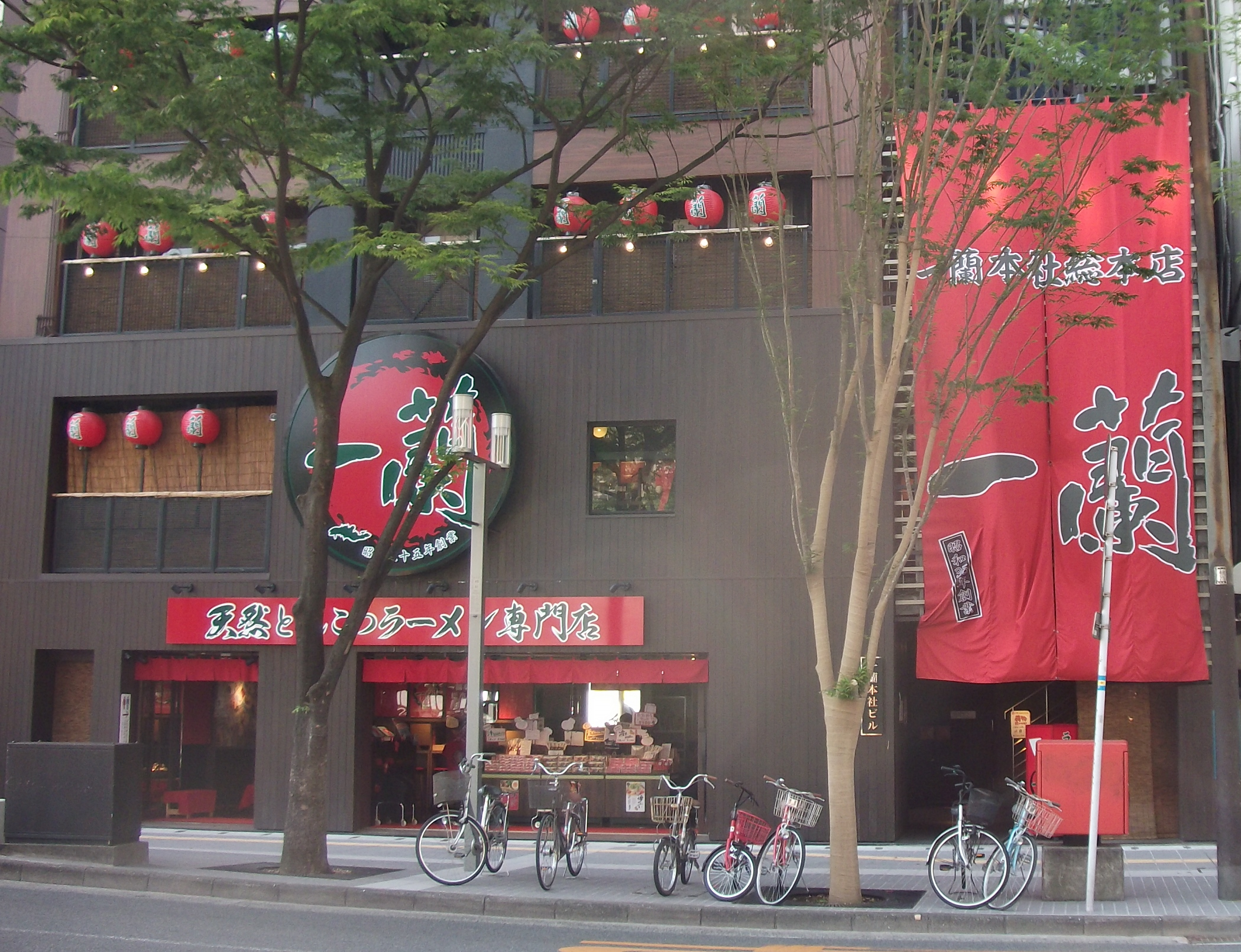
本社総本店（福岡市博多区）

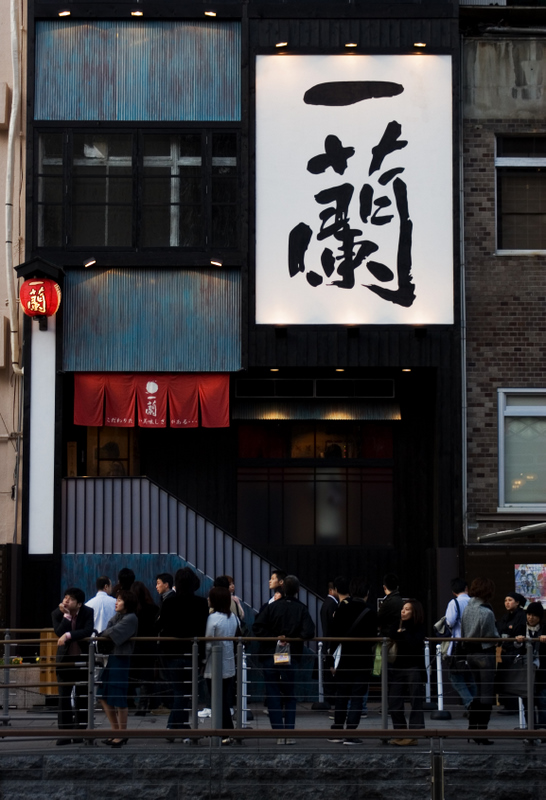
道頓堀店

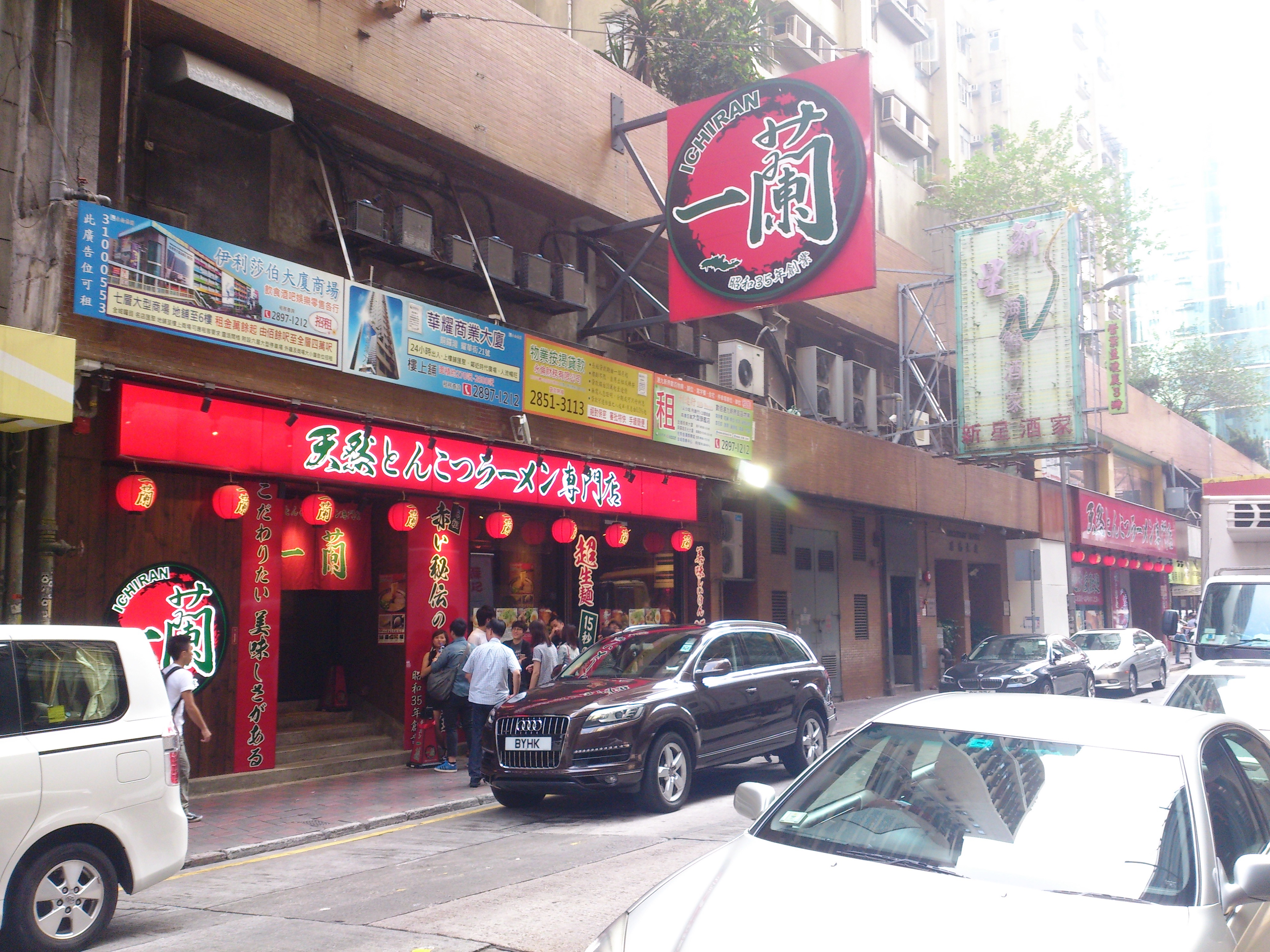
香港店

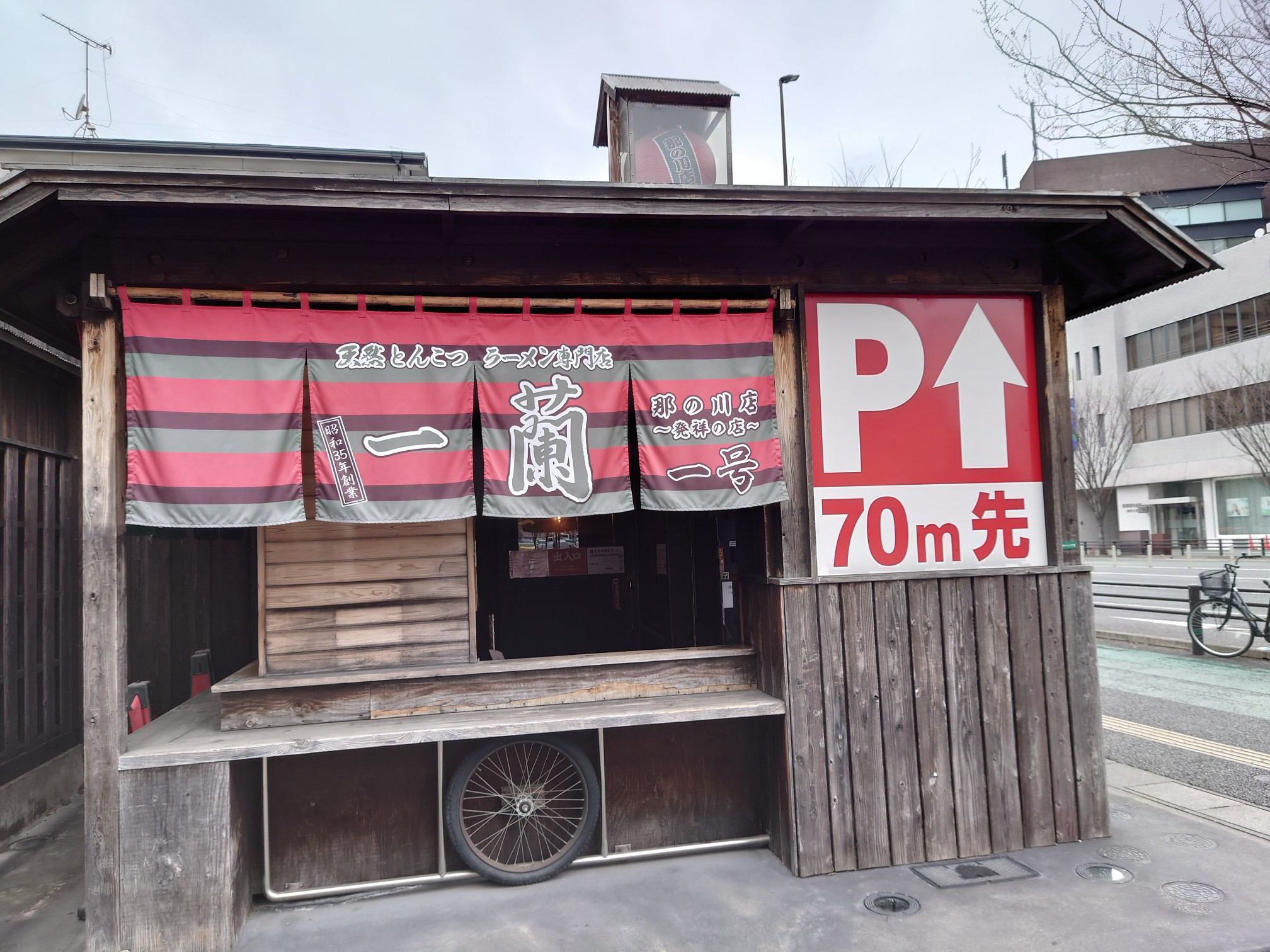
那の川店脇にあるのれん

一蘭（いちらん）は、株式会社一蘭（いちらん）が展開するラーメンチェーン店である。

## 歴史
1960年（昭和35年）、福岡県福岡市百道で創業。ラーメンの中央に唐辛子ベースの赤いタレを浮かせて提供した元祖とされる。
1966年（昭和41年）に福岡県小郡市へ移転し、屋号を「一蘭」と改名して営業を続けた。やがて、初代店主が高齢となって廃業を予定するも現代表に屋号を譲り営業を継続、常連を会員とする全国でもまれな会員制ラーメン店となる。一蘭は「日本初の会員制」と自称している。
1993年（平成5年）9月、現在の「一蘭」第1号店である那の川日赤通り店が開店し、福岡県内で店舗展開を行う。店主が代わっていることから、1960年（昭和35年）に創業した百道の店ではなく、ここを「発祥の店」としている。「記入式オーダーシステム」「味集中カウンター」は、現在の一蘭になってからである。
2001年（平成13年）、関東地区初となる「六本木大江戸線駅上店」、大阪府、愛知県、熊本県にそれぞれ出店した。
2008年（平成20年）9月、発祥の店舗である那の川日赤通り店と越谷イオンレイクタウン店限定で「天然極上とんこつラーメン」の販売を開始した。同年12月に一部店舗の値上げを実施した。
2009年（平成21年）以降は物販事業にも進出しており、袋麺タイプの「一蘭ラーメン」などをおみやげ商品として店頭・通販サイトにて販売している。
2012年（平成24年）、福岡県福岡市博多区中洲の本社ビルが全面リニューアル。3階から12階までのベランダ部分に赤い提灯を左右4個ずつ計80個吊り下げ、遠隔スイッチでルーレットになっている。客がルーレットを当てるとみやげがもらえる。2012年（平成24年）5月に一部店舗の値上げを実施した。
2014年（平成26年）には、福岡県糸島市にある自社工場に隣接した店舗「一蘭の森店」を開店した。なお、2014年（平成26年）時点は約50店舗である。
2017年（平成29年）5月に一部店舗の値上げを実施した。
2020年（令和2年）1月には札幌市出店で北海道にも進出した。  2021年（令和3年）1月には仙台市出店で東北地方にも進出した。2月には一蘭で初となるカップ麺「一蘭 とんこつ」を発売した（製造はエースコックが担当）。

## ラーメンの特徴

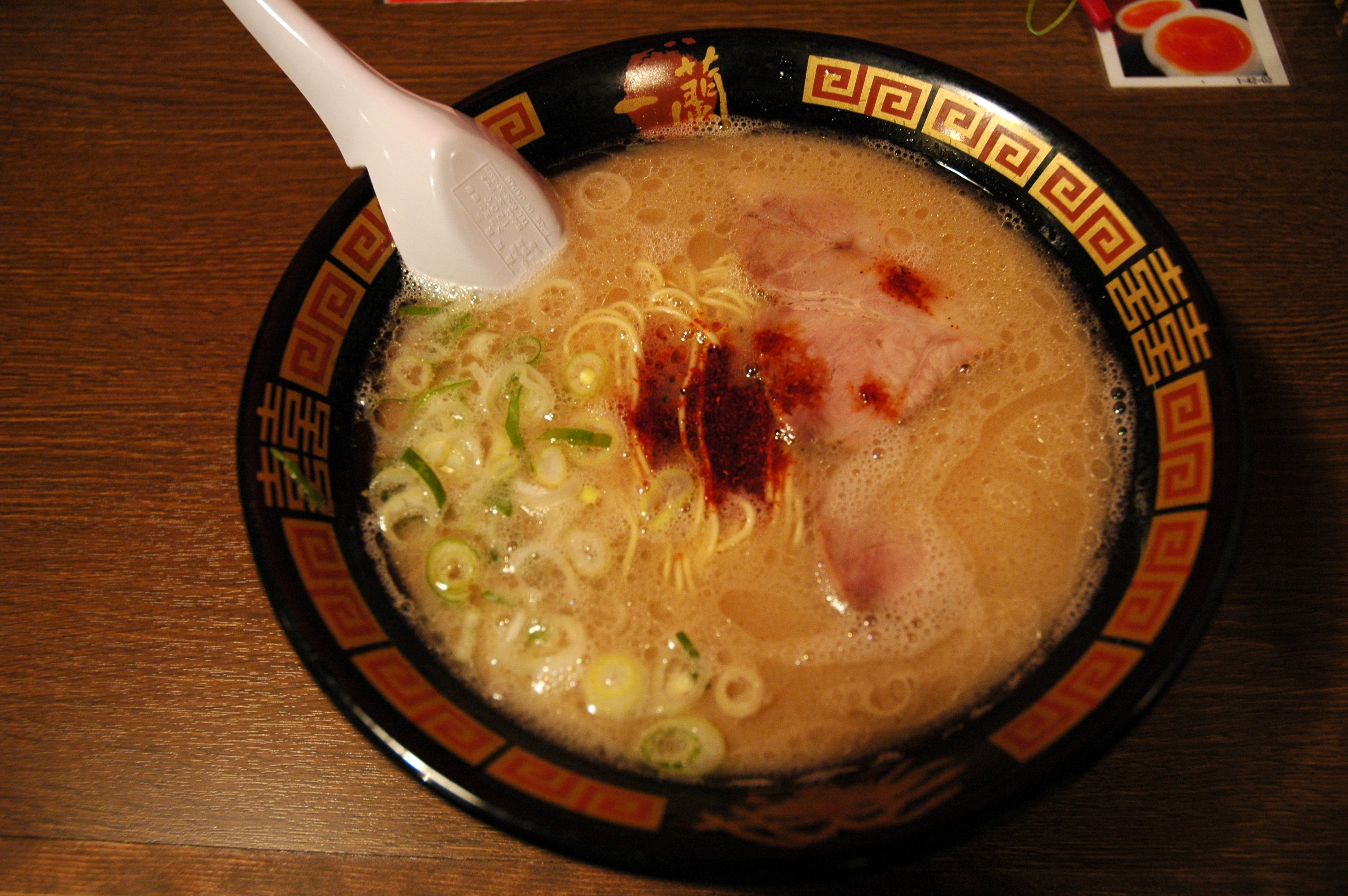
一蘭のラーメン例：写真は、一般的なラーメン 青ネギ、チャーシュー、たれあり

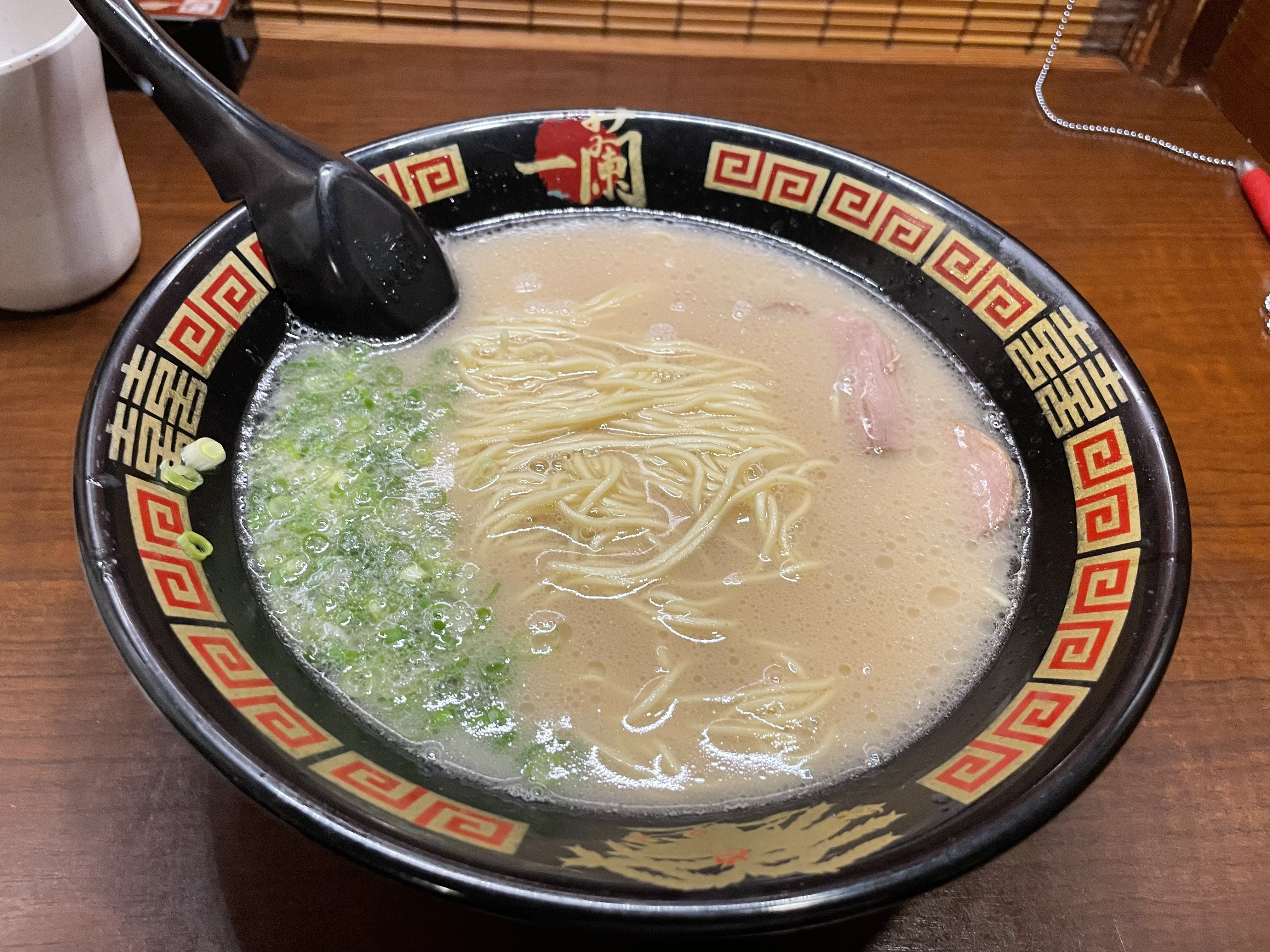
一蘭のラーメン例：写真は、たれなし

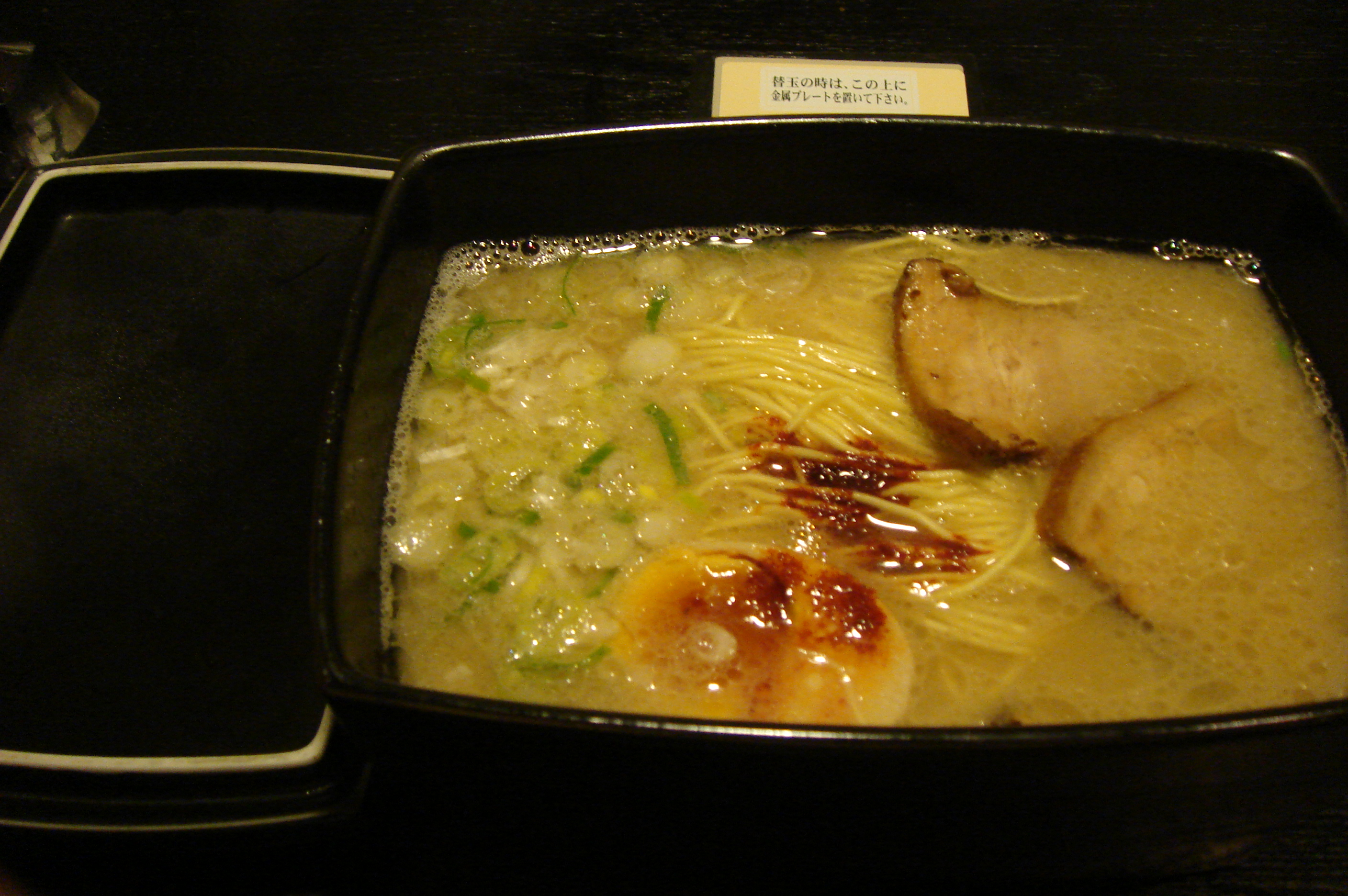
一蘭のラーメン例：写真は、キャナルシティ店のもの

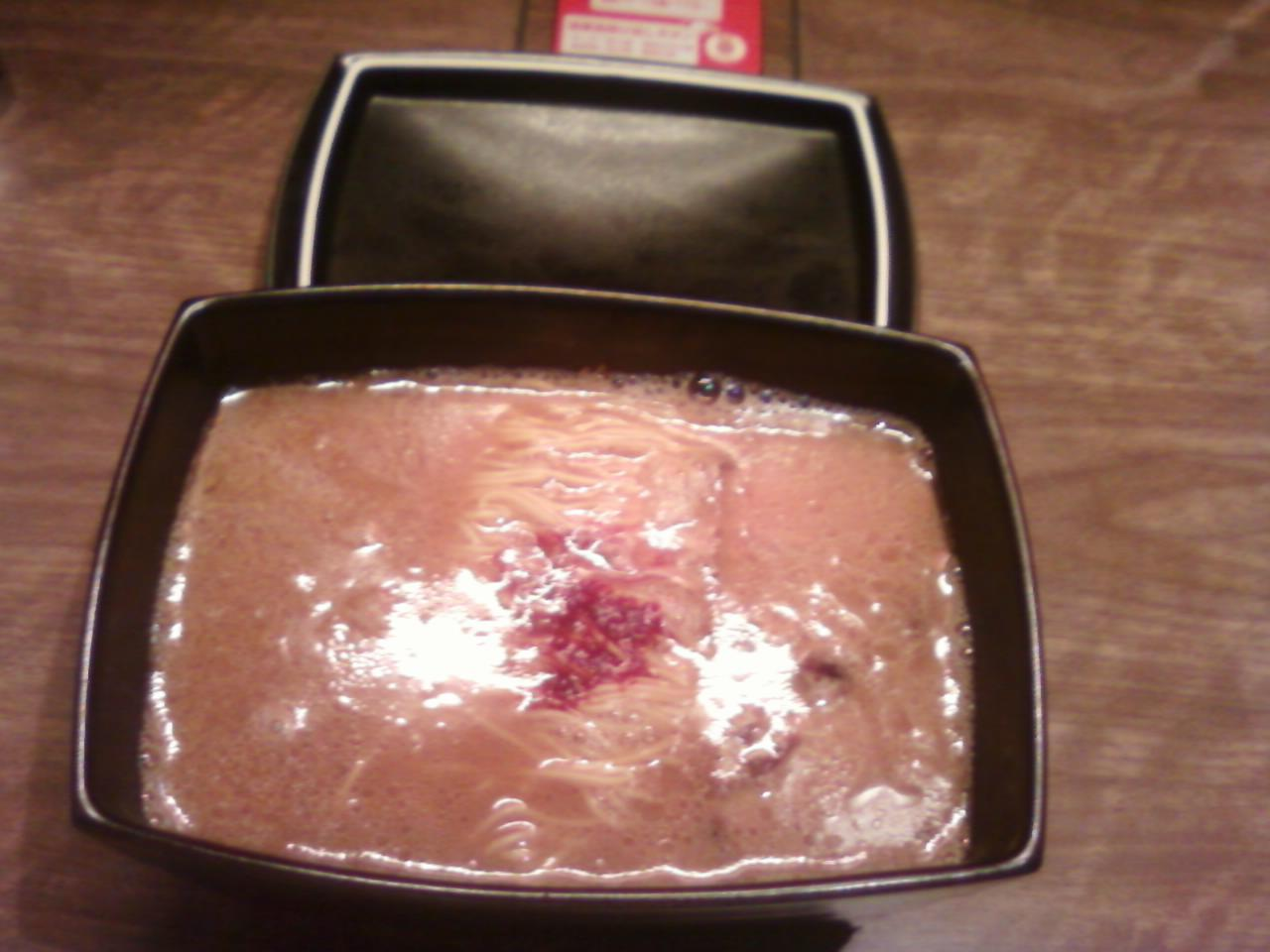
一蘭のラーメン例：写真は、天神西通り店の「釜だれとんこつラーメン」

元祖「秘伝のたれ」
唐辛子を基本に三十数種類の材料を調合した熟成だれ。ラーメンの中央にかかっており、用紙で分量を選ぶことができる。
一蘭特製生麺
小麦粉を独自にブレンドし、製麺機で製麺する。
天然とんこつスープ
とんこつスープで、独自製法によりとんこつ特有の臭みがないと主張する。セントラルキッチン方式で新鮮なままレトルトパウチで各店舗に直送し、各店舗は加温して提供する。
チャーシュー
豚肩ロースを柔らかくあっさり味に仕上げている。一枚ごとに切り分けて真空パックして各店舗へ配送される。
ねぎ
専属農家と提携したねぎを使用し、青ねぎは、スープをとった後の豚骨ガラをリサイクルして作った肥料「福岡とん骨粉」で栽培した「福岡とんこつネギ」を使用している。
麺のための湧き水
スープ作り、具材の調理、製麺、炊飯、飲料水、麺茹など全てにホシザキ製の濾過装置を通した軟水を使用している。
トランス脂肪酸ゼロ
トランス脂肪酸を含まない食用油を全店舗で使用している。
天然コラーゲン
スープは独自製法でコラーゲンが溶け出している。
同じ注文をしても店舗ごとに違いが出ず、安定した味を提供するためセントラルキッチン方式とし、専用の工場（後述）で製麺などを行っている。
福岡のキャナルシティ博多店及び天神西通り店では「重箱どんぶり」が採用されている。キャナルシティ博多店では和風豚骨ラーメンを唯一提供している。
太宰府天満宮近くの太宰府参道店では「合格ラーメン」を提供している。長さ59cmの特製「合格麺」を、五角形の「合格どんぶり」に盛り付けたもの。また5月9日は一蘭が制定し日本記念日協会より認定された「合格の日」としている。

## 店内の特徴

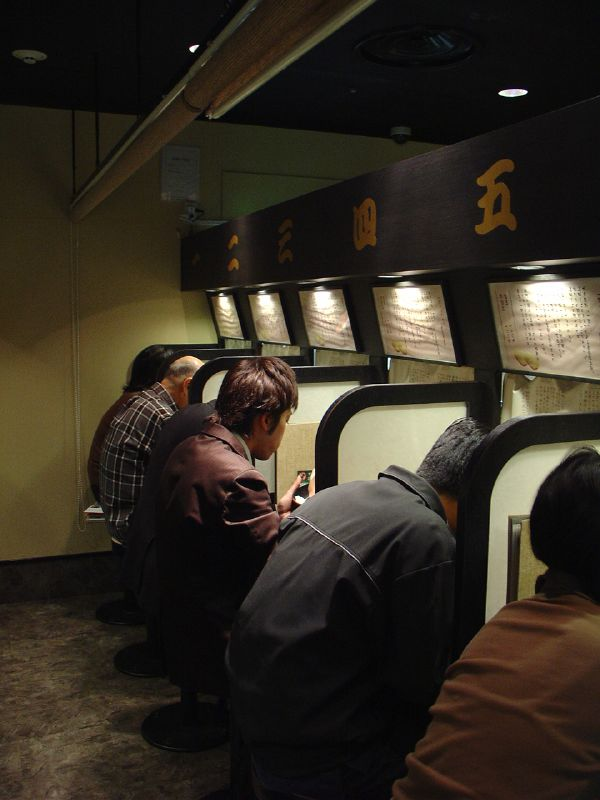
味集中カウンター。横から食べているところが見えないようになっている。

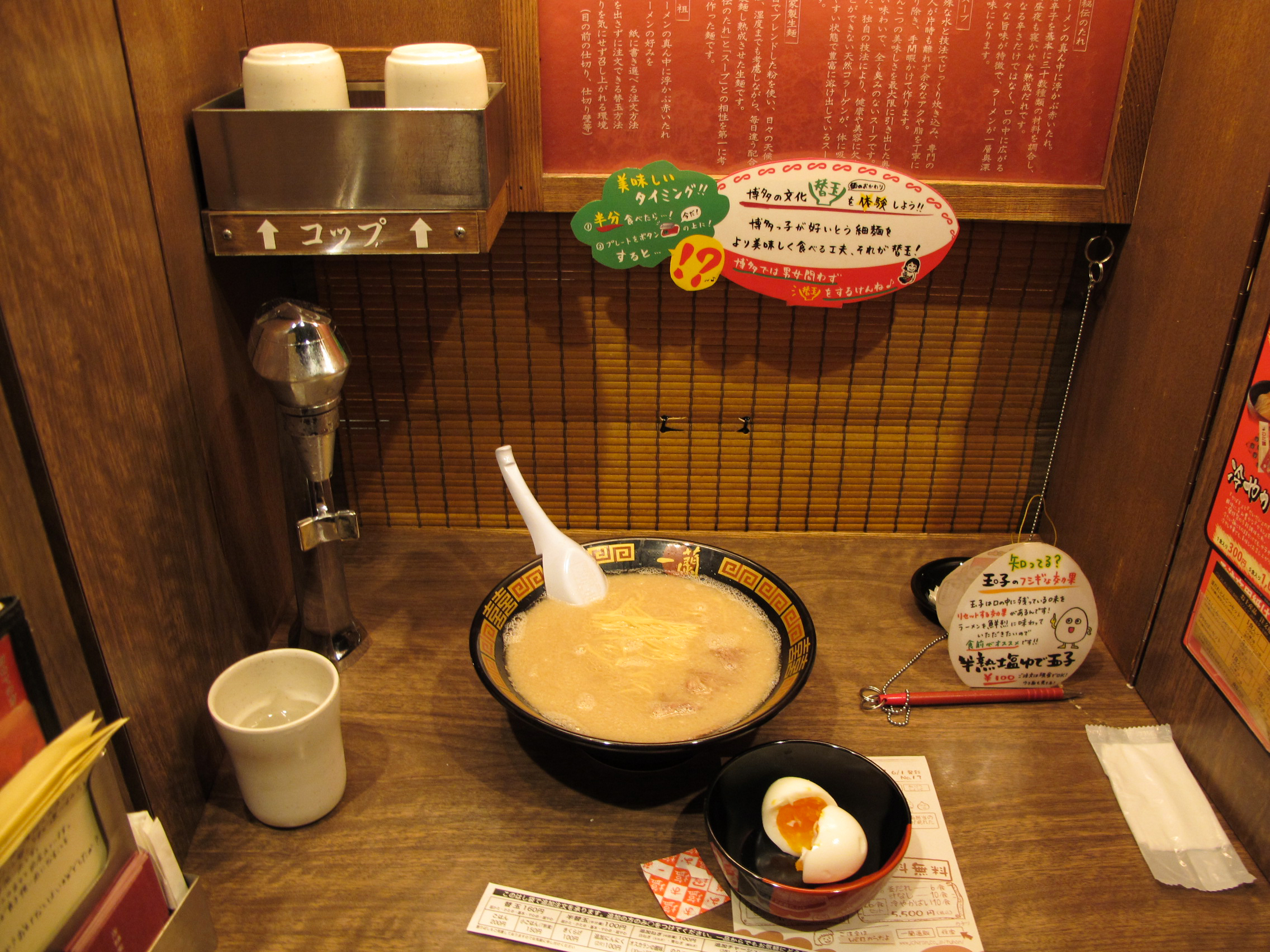
味集中カウンター。正面のすだれはラーメンが出てきたあとに下がる。

「全てのお客様に、とにかく何も気にすることなく無心でラーメンを味わっていただきたい」と語り、従業員と客とが直接声を出すことなく客の好みに応えるための「味集中カウンター」「オーダーシステム」「替玉システム」を「味集中システム」として特許を取得している。近年はブルーオーシャン戦略の手本企業や外食産業の成功例などとして紹介され、「創意工夫に満ちた優れたサービスを提供する企業」として表彰された。 
味集中カウンター
カウンター席は両横が衝立で仕切られ、ラーメンが提供されたのちに眼前にすだれが下がる。なお、複数人での来店の場合など、店舗によっては衝立を外すこともできる。
結果的に接触が最小限にとどまることから、新型コロナウイルスのパンデミックが本格化した2020年以降、他の飲食店でも同様の措置を講ずる店舗が見られた。
オーダーシステム
自動券売機の食券購入による前金制。食券を求めた後、座席備え付けの注文用紙に味・麺の堅さなどの好みを日本語、英語、中国語、韓国語の専用紙で指定する。
箸袋や注文用紙に品名と料金が印刷されており、自席前方にあるボタンを押して店員を呼び、料金と一緒に提示することで追加注文ができる。
会員制時代は、客ごとに違えるのは麺の固さとたれの量程度で、店主が全ての客の好みを覚えていたが、不特定多数の客に対応するために導入された。現在は以下の7項目を選択できる。
- 味の濃さ（うす味、基本、こい味）
- こってり度（油の量：なし、あっさり、基本、こってり、超こってり）
- にんにくの量（なし、少々、基本、1/2片分、1片分）- 1片より上を頼む場合（130円の追加料金が必要）は、「+2片」と5つの選択肢の1つに丸をつける必要がある。
- ねぎの種類（なし、白ねぎ、青ねぎ、ミックス）- 白ねぎ・青ねぎの両方に丸を付けるとそれぞれの半分の量が入る。
- チャーシューの「あり」か「なし」- どちらを選んでも料金の変動は無い。
- 秘伝のたれの量（なし、1/2倍、基本、2倍、記入式）- 2倍以上は、たれ2倍分に唐辛子を増やすだけである。1.5倍や0.25倍など規定量より少な目も指定できる。以前は上限が無かったが、現在は20倍までで、11 - 20倍は130円の追加料金が必要である。
- 麺のかたさ（超かた、かため、基本、やわめ、超やわ）

替玉システム
替玉を注文する際は、替玉プレートを目の前のボタンの上に置くとチャルメラ音が流れ、従業員がプレートを取りに来ることで受け付ける。

## 一蘭の森
福岡県糸島市にあるセントラルキッチンのラーメン生産工場。博物館などを備えた観光施設でもある。2014年（平成26年）に開業し、敷地面積は約9万4000平方メートル。
- 美味しいラーメン生産工場
- とんこつラーメン博物館
- お食事処
- おみやげ販売処

## おみやげ
店頭や通販で購入可能。
- 一蘭ラーメンちぢれ麺 一蘭特製 赤い秘伝の粉付
- 一蘭ラーメンちぢれ麺 一蘭特製 赤い秘伝の粉付 福岡限定
- 一蘭ラーメン　博多細麺ストレート 一蘭特製 赤い秘伝の粉付
- 赤い秘伝の粉

### 一蘭 とんこつ（カップ麺）

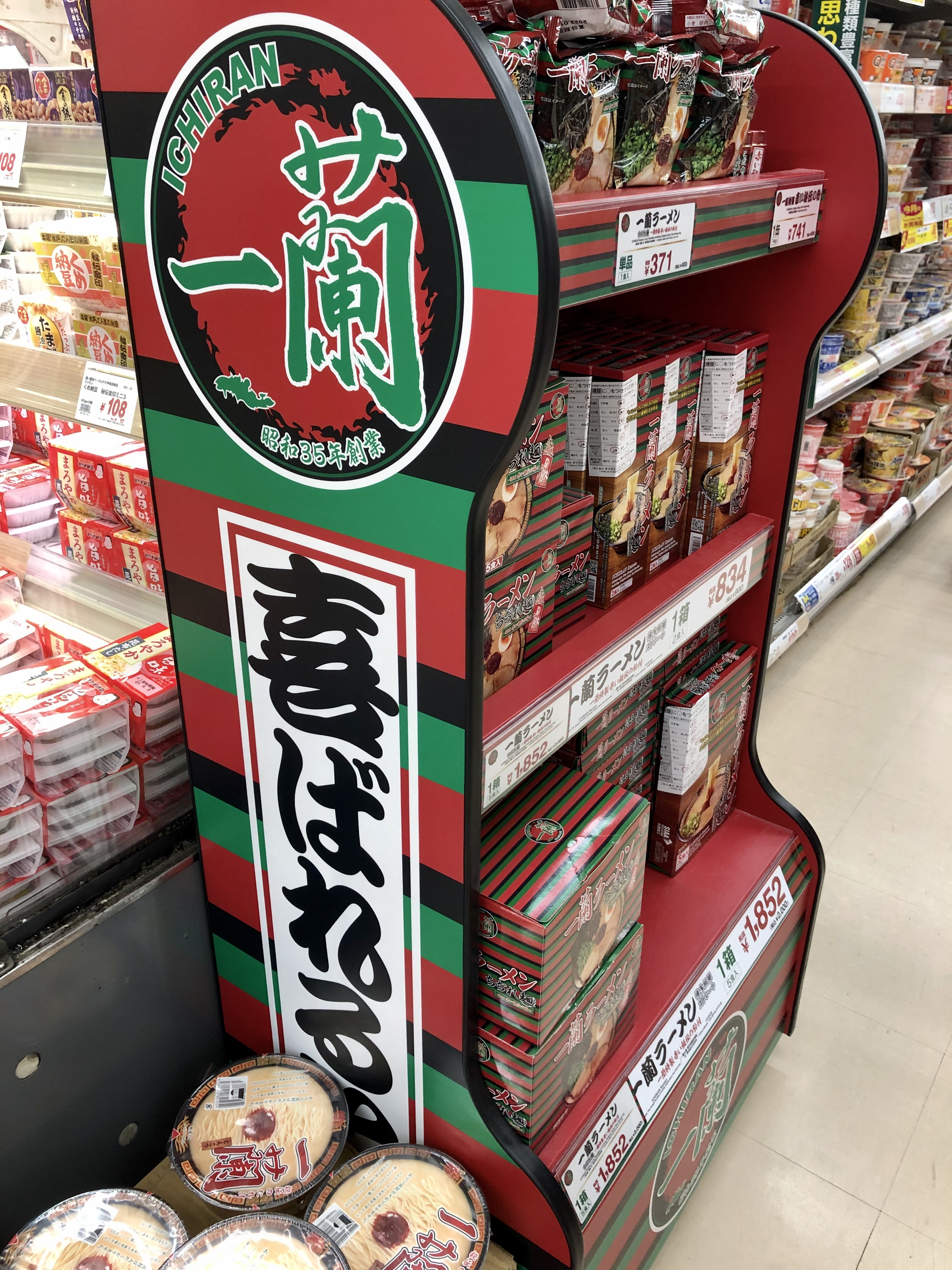
一蘭の袋麺、カップ麺。愛知県岡崎市のスーパーマーケットにて。

2021年2月15日発売。製造はエースコック。コンビニや一般小売店でも販売している。
A袋（粉末）･B袋（液体）の2種類のスープ、秘伝のたれと記載されたC袋と麺が入っており、「ラーメン本来の純粋な味わいを楽しんでいただくため」具は一切入っていない。
発売から1ヶ月で総出荷数60万食を突破、2ヶ月で100万食を突破した。

## 法令違反
- 2018年（平成30年）3月6日、大阪府警察南警察署が、一蘭社長の吉冨学と同チェーン店を運営する社員・法人としての一蘭を、出入国管理及び難民認定法違反（不法就労助長）及び労働施策の総合的な推進並びに労働者の雇用の安定及び職業生活の充実等に関する法律（雇用対策法）違反容疑で、大阪地方検察庁へ書類送検した[15]。
- 2022年3月29日、一蘭が商品化したカップ麺などで値下げしないよう小売店に圧力をかけた疑いが発覚。公正取引委員会が私的独占の禁止及び公正取引の確保に関する法律（独占禁止法）第19条（不公正な取引方法）違反容疑で調査していると報じられた[16]。